# Cenopalpus capensis
Cenopalpus capensis är en spindeldjursart som först beskrevs av Meyer 1979.  Cenopalpus capensis ingår i släktet Cenopalpus och familjen Tenuipalpidae. Inga underarter finns listade i Catalogue of Life.